# Guilherme Kumasaka
On picture: .

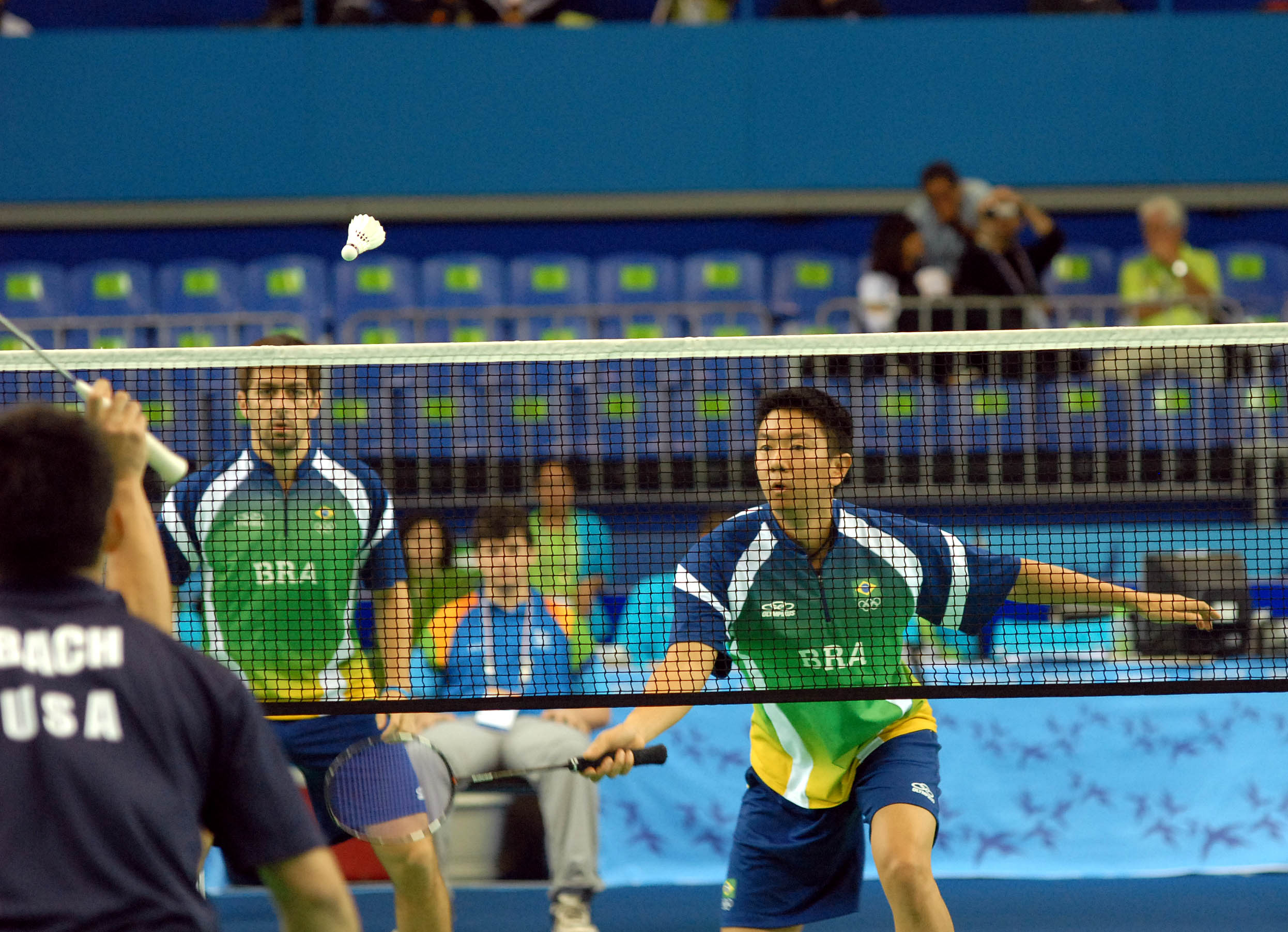
Guilherme Kumasaka e Guilherme Pardo na competição de duplas masculinas no badminton no jogo BRA x USA no Rio 2007.

Guilherme Akio Kumasaka (Campinas, 19 de fevereiro de 1978) é um ex-atleta brasileiro de badminton., que representou a seleção de 1995 a 2008. 
Formado em arquitetura, desde 2002 , atualmente tem escritório de arquitetura junto com sua esposa .
Também continua envolvido com o esporte , trabalhando como técnico de badminton no Clube Atlético Paulistano.

## Trajetória esportiva
Conheceu o badminton aos 13 anos e, três anos mais tarde, já integrava a equipe adulta da modalidade.
Kumasaka participou de cinco mundiais de badminton e representou o Brasil em quatro pan-americanos. O atleta considera a medalha de bronze no Pan-Americano Juvenil de 1996 como uma das mais marcantes de sua carreira.
Junto a Guilherme Pardo, ganhou medalha de bronze na modalidade dupla masculina nos  Jogos Pan-Americanos de 2007, ocorridos no Rio de Janeiro. No mesmo ano foi eleito o Atleta do Ano no Badminton pelo COB e logo após se aposentou do esporte.